# Чемпионат Кыргызстана по футболу 2020
29-й чемпионат Кыргызстана по футболу, разыгранный 8 клубами с 6 марта по 8 октября 2020 года. Официальное название — «Шоро́» Премьер Лига 2020 (кирг. «Шоро» Премьер Лигасы).
Генеральным спонсором чемпионата этого сезона стала местная компания по производству национальных напитков и продукции — «Шоро». Матчи чемпионата транслировал спортивный телеканал — Kyrgyz Sport TV.
Чемпион получил прямую путёвку в групповой этап Кубка АФК 2021 — 2-го по престижу и силе международного клубного турнира АФК (азиатский аналог Лиги Европы УЕФА).
Изначально чемпионат планировалось провести в два этапа. На первом этапе 9 команд должны были сыграть в три круга по принципу «каждый с каждым». На втором этапе первые четыре команды турнирной таблицы по итогам трех кругов должны были провести ещё 2 круга для определения чемпиона.
Сезон стартовал 6 марта матчем «Дордой» — «Нефтчи» в городе Кант, а 14-15 марта были проведены матчи первого тура.
Из-за введенных ограничительных мер в Кыргызской Республике, принятых в целях обеспечения защиты здоровья населения и недопущения распространения коронавирусной инфекции (COVID-19), чемпионат был приостановлен.
В связи с финансовыми трудностями, футбольный клуб «Лидер-Чемпион» (в прошлом «Академия-Лидер») был вынужден сняться с чемпионата, а матч первого тура с «Нефтчи» (поражение 0:1) был аннулирован.
Перед возобновлением чемпионата, в августе 2020 года, регламент и формат соревнования был изменён, а также был утвержден Медицинский Регламент возобновления спортивных мероприятий, проводимых под эгидой КФС в рамках противодействия распространению COVID-19.
Исполнительным комитетом КФС было принято решение о проведении турнира централизовано в два круга, со строгим соблюдением Медицинского Регламента.
Чемпионат возобновился 7 августа и был завершен 8 октября 2020 года, все матчи после возобновления турнира прошли на двух стадионах города Кант: «Нитро Арена» и «Центральный».

## Участники
Алга

В чемпионате 2020 года принимали участие 8 клубов. Чемпионский титул в этом году защищал бишкекский «Дордой».
Ошский «Каганат», основанный на базе Академии футбола имени Асыла Момунова, стал дебютантом. Команда была сформирована в период зимнего межсезонья и состояла в основном из иностранных игроков и футболистов академии.
| Клуб       | Город      | Стадион                      | Вместимость | Место в прошлом сезоне | Тренер                             |
| ---------- | ---------- | ---------------------------- | ----------- | ---------------------- | ---------------------------------- |
| Абдыш-Ата  | Кант       | Нитро Арена                  | 1200        | 5                      | Александр Бельдинов Джейлан Арыкан |
| Алай       | Ош         | Ош имени Ахматбека Суюмбаева | 12 000      | Вице-чемпион           | Бакытбек Маматов Замир Далашев     |
| Алга       | Бишкек     | КГАФКиС                      | 1000        | Бронзовый призёр       | Валерий Березовский                |
| Дордой     | Бишкек     | СК Дордой                    | 800         | Чемпион                | Александр Крестинин                |
| Илбирс     | Бишкек     | ФЦ ФФКР                      | 1000        | 6                      | Игорь Никитин                      |
| Каганат    | Ош         | Ош имени Ахматбека Суюмбаева | 12 000      | Дебютант               | Хаким Фузайлов Айбек Татанов       |
| Кара-Балта | Кара-Балта | СК Манас                     | 3000        | 7                      | Владимир Хорошунов                 |
| Нефтчи     | Кочкор-Ата | СК Нефтчи                    | 1500        | 4                      | Нурбек Жолдошов Нематжан Закиров   |

## Турнирная таблица
| М | Команда    | И  | В  | Н | П  | Мячи    | ±   | О  |
| - | ---------- | -- | -- | - | -- | ------- | --- | -- |
| 1 | Дордой     | 14 | 11 | 2 | 1  | 38 − 9  | +29 | 35 |
| 2 | Алга       | 14 | 9  | 2 | 3  | 15 − 12 | +3  | 29 |
| 3 | Нефтчи     | 14 | 8  | 2 | 4  | 22 − 14 | +8  | 26 |
| 4 | Абдыш-Ата  | 14 | 6  | 6 | 2  | 20 − 12 | +8  | 24 |
| 5 | Алай       | 14 | 7  | 2 | 5  | 16 − 12 | +4  | 23 |
| 6 | Каганат    | 14 | 4  | 3 | 7  | 17 − 24 | -7  | 15 |
| 7 | Кара-Балта | 14 | 0  | 3 | 11 | 8 − 30  | -22 | 3  |
| 8 | Илбирс     | 14 | 0  | 2 | 12 | 6 − 29  | -23 | 2  |

И — игры, В — выигрыши, Н — ничьи, П — проигрыши, Мячи — забитые и пропущенные голы, ± — разница голов, О — очки
В случае равенства очков у двух и более клубов места команд в таблице чемпионата определяются:
· по количеству набранных очков в играх между этими клубами;
· по разнице забитых и пропущенных голов в играх между этими клубами;
· по наибольшему количеству забитых голов во всех играх между этими клубами;
· по разнице забитых и пропущенных голов во всех матчах чемпионата;
· по наибольшему количеству забитых голов во всех матчах чемпионата;
· по наименьшему количеству полученных красных карточек во всех матчах чемпионата;
· по наименьшему количеству полученных желтых карточек во всех матчах чемпионата;
· в случае абсолютного равенства всех вышеуказанных показателей клубов в итоговой таблице, кроме Клубов, делящих первое и второе места, их места определяются жребием;
При абсолютном равенстве всех указанных показателей для клубов, делящих первое и второе места в итоговой турнирной таблице, назначается дополнительный матч между этими клубами.

## Лучшие бомбардиры чемпионата
| Место | Игрок               | Клуб      | Голы |
| ----- | ------------------- | --------- | ---- |
| 1     | Мирлан Мурзаев      | Дордой    | 10   |
| 2     | Максат Алыгулов     | Абдыш-Ата | 7    |
| 2     | Кожо Жоел           | Алай      | 7    |
| 2     | Максат Алимов       | Каганат   | 7    |
| 5     | Бекжан Сагынбаев    | Дордой    | 6    |
| 5     | Эльдар Молдожунусов | Нефтчи    | 6    |
| 7     | Эрнист Батырканов   | Дордой    | 5    |
| 8     | Фархат Мусабеков    | Дордой    | 4    |
| 8     | Тимур Талипов       | Алай      | 4    |

## Рекорды чемпионата
Самая крупная домашняя победа: 16.09.2020 Дордой — Каганат — 8:1
Самая крупная победа на выезде: 01.10.2020 Алга — Дордой 1:5
Самый результативный матч: 16.09.2020 Дордой — Каганат — 8:1

### Хет-трик
| Игрок          | Клуб   | Соперник | Дата             | Счёт | Голы | Минуты    |
| -------------- | ------ | -------- | ---------------- | ---- | ---- | --------- |
| Мирлан Мурзаев | Дордой | Каганат  | 16 сентября 2020 | 8:1  | 3    | 9, 15, 59 |